# Трнє (Требнє)
Трнє (словен. Trnje) — поселення в общині Требнє, регіон Південно-Східна Словенія, Словенія.